# ヴァンダル戦争
ヴァンダル戦争（ヴァンダルせんそう、533年 - 534年）は、北アフリカ（現在のチュニジアとアルジェリア東部）において東ローマ帝国とヴァンダル王国との間で行われた戦争である。この戦争はユスティニアヌス1世による西方再征服戦争の最初の戦いであり、東ローマ帝国軍の速やかなる勝利に終わった。ヴァンダル王国は滅亡し、北アフリカにおけるローマ帝国の支配が再建された。

## 背景

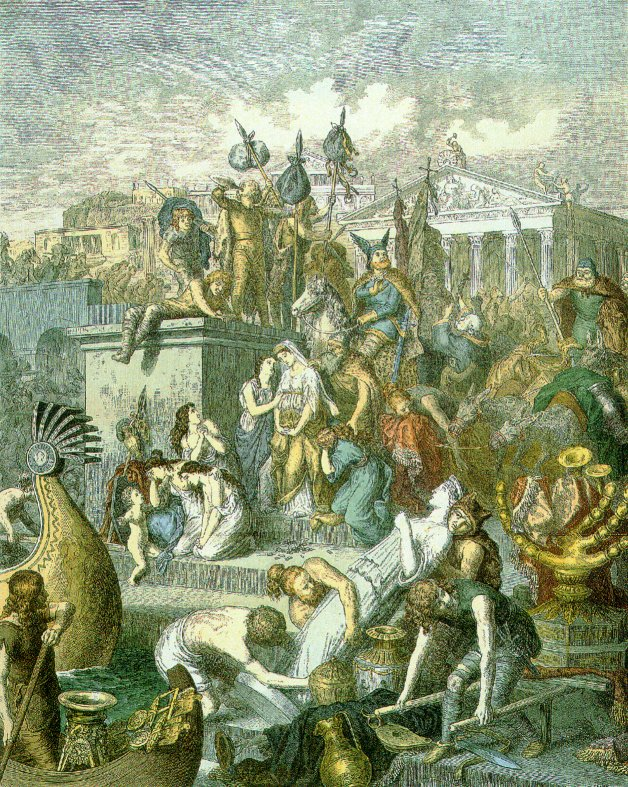
ヴァンダル族によるローマ劫掠。
ハインリヒ・ロイテマン画。

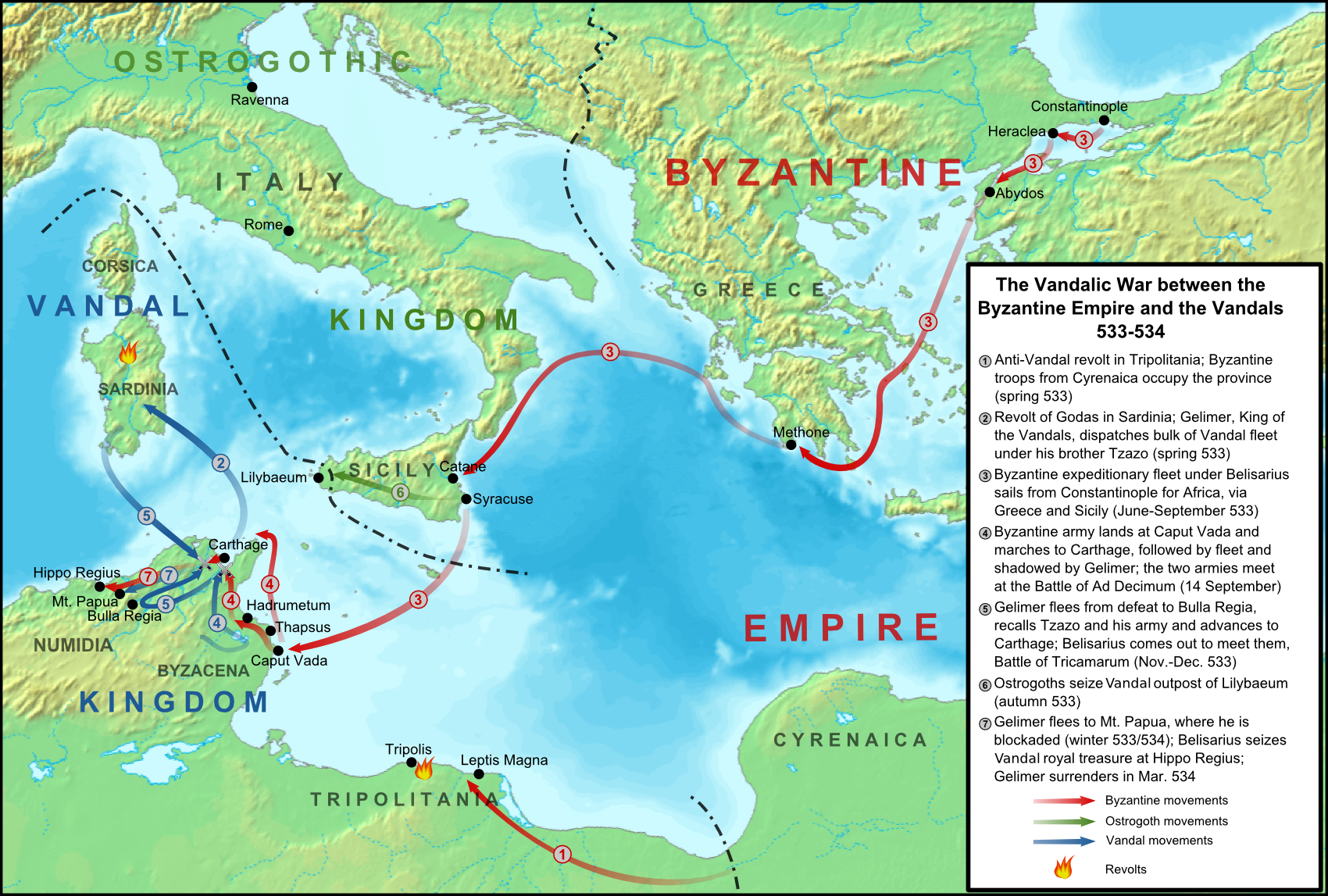
ヴァンダル戦争関係地図と経過
①トリポリタニアでの反乱。キレナイカより侵攻した東ローマ軍が属州を占領。（533年春）
②サルデーニャでのゴダスの反乱。ヴァンダル王ゲリメルは鎮圧のためのツァツォン率いるヴァンダル艦隊を派遣。（533年春）
③ベリサリウス率いる東ローマ遠征艦隊がコンスタンティノープルを出帆。ギリシャ、シチリアを経てアフリカへと向かう。(533年6月-9月）
④東ローマ軍がヴァダ岬に上陸し、艦隊と並行して海岸線に沿って、ゲリメル王の追跡を受けつつ、カルタゴへ向けて北上。両軍はアド・デキムムで会戦。(9月14日）
⑤ゲリメルはブラ・レジアへと敗走し、ツァツォンの軍を呼び戻す。ヴァンダル軍はカルタゴへ前進。ベリサリウスは出撃してトリカマルムでヴァンダル軍と会戦。(533年11月－12月）
⑥東ゴート軍がリリュバエウムを占拠。（533年秋）
⑦ゲリメルはパップア山地に逃れ、東ローマ軍に包囲される。（533/534年冬）；ベリサリウスはヒッポーネでヴァンダル王室の財宝を接収。；ゲリメルが降伏。（534年3月）

5世紀の西ローマ帝国騒乱期にヴァンダル族はライン川を渡ってガリアに入り、さらに同盟部族のアラン族とともにイベリア半島にまで侵入していた。429年、ヴァンダル王ガイセリックは皇帝と反目していたアフリカ総督（vicarius）ボニファティウス (en) の招きに応じて、彼の民とともに海峡を越えて北アフリカに進出した。現地のローマ軍はボニファティウスの反乱と432年の彼の死によって弱体化しており、ヴァンダル族は容易くローマ領を占拠できた。439年にカルタゴが占領され、続く20年間のうちにガイセリックはアフリカ管区 (en) だけでなく、強力な海軍を用いてシチリア、サルデーニャ、コルシカそしてバレアレス諸島をも手中に収めた。
続く数十年間、熟練したヴァンダル海軍は地中海全域を跳梁し、455年にローマ劫掠 (en) を行い、そして468年にはバシリスクス率いる東ローマ艦隊を撃滅している。
この敗北とヴァンダル海賊の跋扈は東ローマ帝国を酷く痛めつけ、さらにヴァンダル族の宗教政策が関係を悪化させた。ヴァンダル族は熱烈なアリウス派であり、カトリック教徒の迫害を行った。だが、ローマ人にはヴァンダル王国に対して戦争を仕掛ける力がなかったため（しばしば緊張が発生したが）「永続的な平和」と呼ばれる平和的な関係を保つことになった。
この状況は西方領土回復を望むユスティニアヌス1世が即位することにより変わることになる。 当初、ユスティニアヌス帝はペルシアとのイベリア戦争 (en) に忙殺されており、一方、ヴァンダル王国でもカトリックに寛容で親ローマ派のヒルデリック（母は西ローマ皇帝ウァレンティニアヌス3世の皇女（長女）エウドキア（439年 - 467年/474年?））が523年に即位しており、東ローマ帝国との友好的な関係を築いていた。だが、彼の政策はヴァンダル族の中から反発を受けており、ムーア人との戦いに敗れたことで、530年にクーデターが起き彼の従甥のゲリメルによって廃位されてしまう。ユスティニアヌス帝はヒルデリックの復位を要求したが、ゲリメルはこれを拒絶した。
ユスティニアヌス帝はゲリメルに対する懲罰遠征を決め、532年にペルシャとの和平を成立させると遠征軍の編成に着手した。

## 両軍の戦争準備

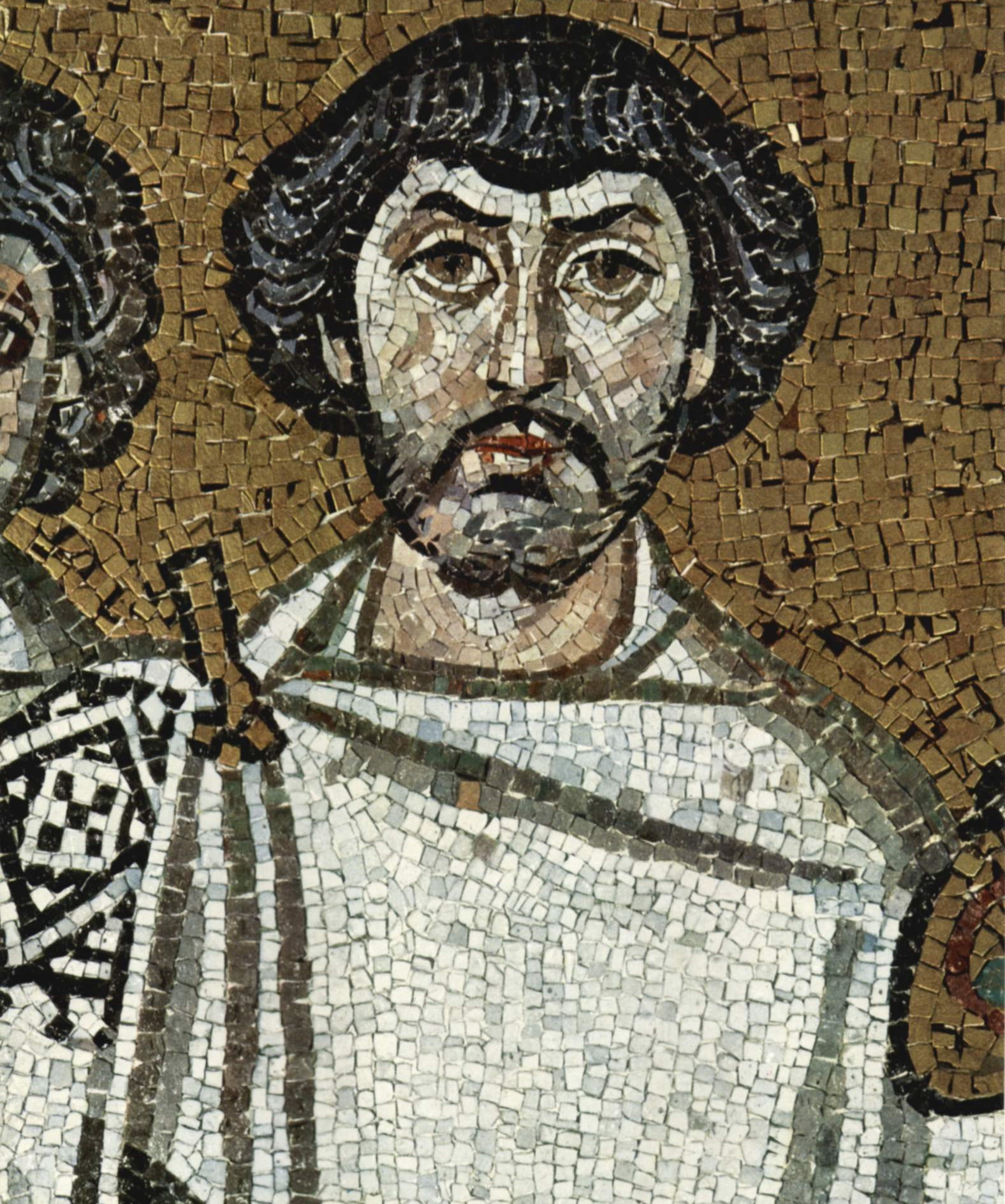
ベリサリウス
ラヴェンナ・サン・ヴィターレ聖堂

ユスティニアヌス帝は最も信頼し、かつ有能な将軍であるベリサリウスを遠征軍の司令官に任命し、参謀として宦官のソロモン (en) を付けた。ベリサリウスの顧問にはカイサリア（パレスチナの古代都市）出身のプロコピオスがおり、後に彼がこの戦争の記録を二巻の本にまとめることになる。プロコピオスの記述によれば、人々の間には468年の破局の記憶が残っており、東方道管区長官 (en) のカッパドキアのヨハネス (en) を含む大臣たちの多くが遠征に反対し、ユスティニアヌス帝を説得しようとしたという。一方で、ヴァンダル族を異端と考える聖職者たちはこの遠征を熱心に支持した。
ヴァンダル族戦士の勇猛さを恐れる世評にもかかわらず、遠征軍は驚くほど小規模だった。5万人の兵力を有し、動員時には16万人にもなるヴァンダル軍に対して、東ローマ帝国の遠征軍はローマ人歩兵10,000と同盟部族（Foederati）の騎兵5,000からなる15,000に過ぎず、これにはベリサリウスの私兵であるブケライオス軍（bucellarii）のローマ人および同盟部族の騎兵3,000そしてフン族400人とヘルール族600人の騎馬弓兵が含まれている。遠征軍は92隻の戦艦（デュロモイ）に護衛された500隻の船団で輸送される。
この時のヴァンダル王国はトリポリタニアとサルデーニャでの反乱に直面していた。トリポリタニアの反乱は東ローマ軍に支援されており、アフリカにおける東ローマ軍の橋頭堡になる恐れがあったが、恐らくは遠隔地であったため、ゲリメルはこれに対する十分な対処をしなかった。ゲリメルは王弟ツァツォンに120隻の艦隊と兵5,000を与えサルデーニャ長官ゴダスの反乱を鎮圧するために派遣した。
東ローマ艦隊の出帆の前に、ユスティニアヌス帝はイタリアの東ゴート王国の女王アマラスンタからの協力を取り付け、シチリアの港の利用を許可させた。遠征艦隊は6月にコンスタンティノープルを出港し、時間をかけて航海をした。艦隊がシチリアに到着した時、ローマ人たちにとって非常に幸いなことに、ヴァンダル海軍の主力がサルデーニャへ去っていたことが判明したとプロコピオスは述べている。

## アド・デキムムの戦い

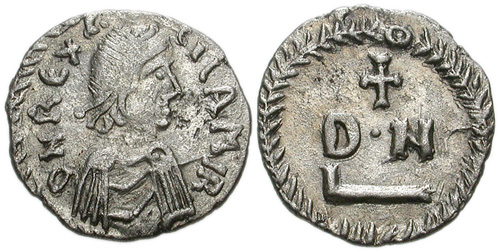
ヴァンダル王ゲリメル

9月上旬、東ローマ艦隊は抵抗を受けることなくアフリカ沿岸へ進み、9月9日にヴァダ岬（現代のカブジア岬）に上陸した。ここからベリサリウスは軍を北へ向け、艦隊と並行して、海岸に沿って首都カルタゴへと兵を進めた。この進軍中、ベリサリウスは住民を敵に回さぬよう兵の規律を厳格にしている。ゲリメルは東ローマ軍を迎え撃つべく準備した。彼は前王ヒルデリックを殺害した上で兵を召集してカルタゴの南方10マイルの位置にあるアド・デキムムで敵を待ち伏せた。
ここで彼は東ローマ軍を襲撃し、包囲殲滅する作戦を立てている。王弟アマタスが東ローマ軍の進軍を阻止し、甥のギバモンドスが兵2,000を率いて左側面を攻撃、そしてゲリメル自身が率いる主力軍が背後から攻撃して敵を包囲殲滅するものであった。だが、実際にはヴァンダル軍の三つの部隊はこの分進合撃作戦を実行できなかった。
9月13日、早く戦場に到着したアマタスは小部隊を率いて偵察に出た際に東ローマ軍後衛部隊からの攻撃を受けて戦死してしまう。ギバモンドスの部隊はブルガール族騎兵600の迎撃を受けて壊滅した。友軍の敗北を知らないゲリメルは主力軍とともに前進し、アド・デキムムで東ローマ軍を敗走させるが、弟の死を知って驚愕した彼は号泣して弟の葬儀をとり行い、戦闘を停止してしまう。ベリサリウスはこの時間を利用して兵を再編し、まとまりを欠いたヴァンダル軍を撃破した。

## トリカマルムの戦いとゲリメルの降伏

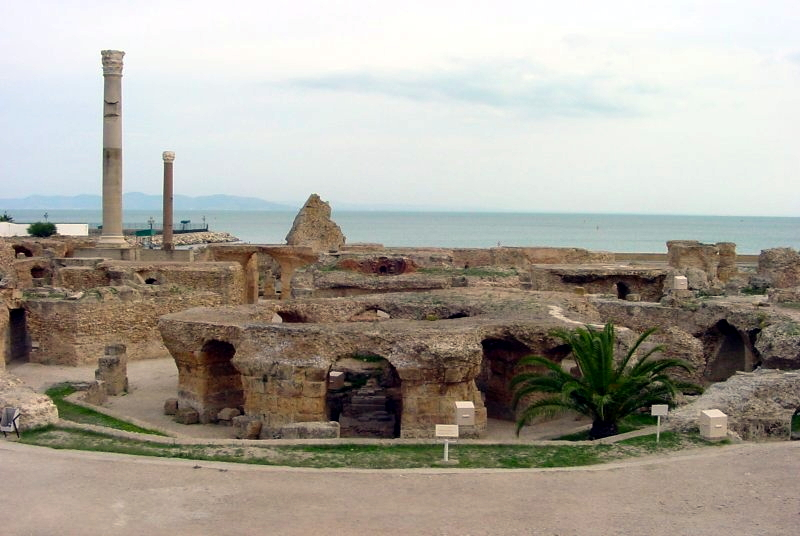
カルタゴのローマ帝国時代の遺跡

敗北を悟ったゲリメルは首都のカルタゴの守備隊が少なく、また城壁も損壊していたため、残余部隊とともにヌミディアへ向けて西へ逃亡した。ベリサリウスは丸1日の休養を兵士たちに与えた後に進軍を再開して、9月19日に市民の大歓声を受けつつカルタゴに入城を果たした。ベリサリウスの厳命により、軍の規律は守られ、略奪は行われなかった。ヴァンダル王国の王宮に本営を置いたベリサリウスはゲリメルの反攻を予測して城壁の修復を行わせた。
実際、ブラ・レジア (en) に逃れたヴァンダル王は直ちに王弟ツァツォンをサルデーニャから呼び戻していた。ツァツォンは反乱を起こしたゴダスを簡単に討ち取り反乱を鎮圧していたが、急ぎアフリカへ帰還した。ツァツォンと合流したゲリメルはカルタゴに向けて兵を進め、町への水の供給を遮断した。また、彼は市内に工作員を送り込み、ベリサリウスのフン族部隊を買収しようとさえしている。
裏切りによってヴァンダル軍が市内に侵入することを危惧したベリサリウスは出戦を決意する。12月中旬に両軍はヴァンダル軍の野営地から近いトリカマルムで相対した。東ローマ軍歩兵はこの日遅くまで到着せず、会戦はほぼ騎兵のみで行われた。東ローマ軍は繰り返しヴァンダル軍に突撃し、ツァツォンを戦死させた。アド・デキムムの際と同じく、ゲリメルは戦意を失ってしまい、ヴァンダル軍は総崩れになった。数日後、ベリサリウスはヒッポーネでヴァンダル王国の財宝を接収した。
ゲリメルはムーア人の助けを受けてヌミディアのパップア山に立て籠もった。ベリサリウスはヘルール族にこれを包囲させ、3ヶ月の包囲戦の末に飢えに苦しんだゲリメルは534年3月に東ローマ軍に降伏した。ゲリメルの降伏以前に東ローマ軍はサルデーニャ、コルシカそしてバレアレス諸島、マウレタニアとジブラルタル海峡の対岸にあるセプティムを制圧している。
この年の夏にベリサリウスはゲリメルとヴァンダル王国の財宝を伴ってアフリカを出立しており、この中にはエルサレム第二神殿の燭台（メノーラー）をはじめ、80年前のローマ略奪の際に持ち去られたものも多く含まれていた。ユスティニアヌス帝は過去のローマ帝国の栄光を意識し、古に倣いベリサリウスに凱旋式の挙行を許可した。皇帝以外の市民による凱旋式は紀元前19年のルキウス・コルネリウス・バルブス (en) 以来のことであり、同時にベリサリウスが最後となった。凱旋式の最中、満面の栄誉に浴している皇帝の姿を見たゲリメルはコヘレトの言葉を引いて「空の空。すべて空」と呟いたという。ゲリメルは皇帝から所領を与えられて引退し、捕虜となったヴァンダル兵は対ペルシャ戦線へ送られた。
ヴァンダル戦争は予想外の迅速かつ完全な勝利に終わり、帝国のかつての栄光を取り戻さんとするユスティニアヌス帝の信念を確固としたものにさせた。それを裏付けるように、新たに属州に加えられた行政組織に関する法律の前文にはこう書かれている。
| 「                     | 我が前任者たちは神の恩寵に値わず、アフリカの解放を許されなかったばかりか、ローマ自体がヴァンダル族に奪われ、帝国の印はアフリカに持ち去られた。だが今や神は、その御慈悲により、アフリカとその属州全てを我に賜ったばかりでなく、ローマから持ち去られた帝国の印もまた、神は我が元へ戻されたのである。 | 」 |
| —勅法彙纂、第1巻第27法 | |    |

## 戦後

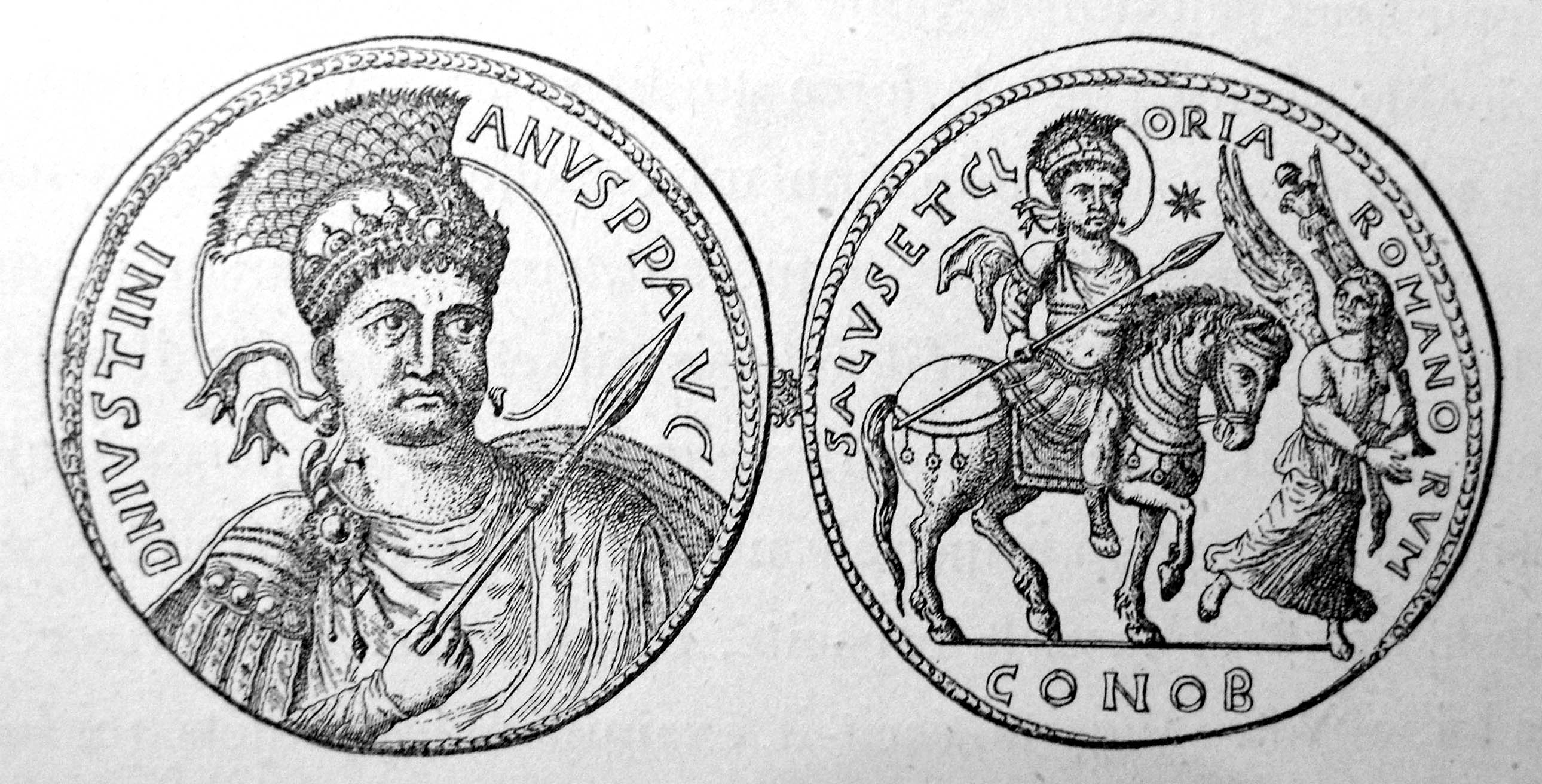
535年のヴァンダル戦争の勝利を記念した近代または現代に製作された大型メダル。

ヴァンダル王国を短期間で滅ぼしたユスティニアヌス帝は、翌535年にイタリアの東ゴート王国との戦争に踏み切った。この戦争でもベリサリウスが最高司令官を務め、一旦は東ゴート王ウィティギスを捕らえてイタリアを平定しかけたが、東ゴート族は新王を頂いて直ぐに再起し、戦争は20年近くに渡って続いた。最終的に帝国は553年に東ゴート族を滅ぼすことに成功したが、東ローマ帝国の国力は使い果たされ、後にイタリア半島の大部分をランゴバルド族に奪われることになる。
一方、アフリカでは534年4月に道管区長官職（praefectus praetorio）が設置され、東ローマ帝国の行政機関とともにかつてのローマの属州システムが再建された。続く数年間、アフリカ道管区長官と管区軍司令官（magister militum）を兼任するソロモンの元で、アフリカにおける東ローマ帝国の支配は強化されたが、内陸部のムーア人との戦闘は続いた。ソロモンは一定の勝利は収めたものの、536年に東ローマ軍のアリウス派兵士たちが大規模な反乱を起こし、彼の仕事は頓挫させられた。
この反乱は最終的には皇帝の従兄弟のゲルマヌス (en) によって鎮圧され、ソロモンは539年に復帰した。だが、彼は544年にムーア人とのキッリュウムの戦いで戦死してしまい、アフリカはまたも危機的状況に陥った。ムーア人とベルベル人の反乱に東ローマ軍は苦戦し、有能なヨハネス・トログリタ (en) 将軍によって548年に鎮圧されるまで続いた。
これ以降、アフリカは比較的安定して繁栄を享受することになり、584年に総督府 (en) が設置された。やがて、このアフリカ総督府からヘラクレイオス（在位：610年 - 641年）が現れ、暴君フォカス帝を打倒し、サーサーン朝やアヴァールを撃退して帝国を救う働きを果たすことになる。
だが、ヘラクレイオスはその晩年にイスラム勢力との戦いに敗れ、シリアとメソポタミア、エジプトを失った。その後も、東ローマ帝国はイスラム勢力の拡大を押し止めることができず、7世紀中頃にキレナイカとトリポリタニアを喪失する。カルタゴは697年にウマイヤ朝によって占領され、翌698年に完全に破壊されて歴史から姿を消した。